# 奈良原武士
奈良原 武士（ならはら たけし、旧姓:鈴木、1937年7月22日 - 2007年5月12日）は、日本のスポーツジャーナリスト。

## 経歴
東京府東京市京橋区で7人兄弟の第3子として生まれる。早稲田大学高等学院卒業後の1956年に早稲田大学第一文学部露文科に入学し、在学時には体育会山岳部に所属。
大学卒業後の1961年に共同通信社に入社し運動部に配属。FIFAワールドカップの存在が日本では一般的に関心が持たれていなかった時代に、同社の記者として朝日新聞の大谷四郎や読売新聞の牛木素吉郎らと共にメキシコで開催された1970 FIFAワールドカップを取材し、同大会から4大会連続でFIFAワールドカップを取材することになった。1971年には札幌オリンピック室に異動、1972年に運動部に復帰し、1983年から福岡支社運動部長。1985年に編集局に異動し整理本部整理部長や編集委員室編集長を務めた。
共同通信社時代から『サッカーマガジン』などのサッカー専門誌に「鈴木武士」名義で日本国外の情報などを寄稿し、フランツ・ベッケンバウアー著の『わたしにライバルはいない--ベッケンバウアー自伝』や、ペレ著の『サッカーわが人生--ペレ自伝』などを翻訳。1978年から1992年まで日本サッカー協会 (JFA) の機関紙『サッカーJFA News』の編集委員長を務め、1996年にJFA75周年を記念して出版された『日本サッカー協会75年史』の編集長を務めた。
1997年に共同通信社を定年退職後も『日刊スポーツ』などに記事を寄稿するなど日本のサッカージャーナリストの草分けの一人として活動を続けた。2005年には日本サッカー殿堂委員会の第1期委員を務めていたが、2006年頃から体調を崩し2007年5月12日に多臓器不全により亡くなった。享年69。
2012年8月21日、日本サッカー殿堂に特別選考として選ばれた。

## 著書

### 単著
- 『ワールドカップ物語--20世紀スポーツの最高峰 サッカー世界選手権』ベースボールマガジン社、1997年、ISBN 978-4583033778
- 『サッカー狂騒曲--ワールドサッカーおもしろ話』ベースボールマガジン社、1998年、ISBN 978-4583035192

### 編著
- 『天皇杯65年史--全日本サッカー選手権全記録』日本サッカー協会、1987年
- 『日本サッカー協会　75年史　ありがとう。そして未来へ』日本サッカー協会、1996年（編集長）

### 訳書
- ポール・トレビリオン『図解 ペレのサッカー技術』ベースボールマガジン社、1976年、ASIN B000J9LQDC
- ポール・トレビリオン『ペレのサッカー技術』ベースボールマガジン社、1976年、ISBN 978-4583017297
- フランツ・ベッケンバウアー『わたしにライバルはいない--ベッケンバウアー自伝』講談社、1976年、ASIN B000J9LPGU
- エドソン・ペレ『サッカーわが人生--ペレ自伝』講談社、1977年、ASIN B000J8VBYM

### 監修
- オルドジッフ・ジュルマン著、大竹国弘訳『世界サッカー史--歴史・スター・戦略』[6]ベースボール・マガジン社、1977年、ASIN B000J8VBXS